# Rouached
Rouached est une commune située à l'extrême nord de la wilaya de Mila en Algérie. La commune faisait anciennement partie de la wilaya de Jijel.

## Géographie

### Localisation
La commune de Rouached est située dans le Nord Ouest de la wilaya de Mila. Elle se trouve à 32 km du chef-lieu de la wilaya, 80 km au sud de Jijel , 95 km au nord est de Sétif et 100 km au nord ouest de la ville de Constantine.
| Minar Zarza       | Tessala Lemtaï    | Amira Arrès |
| Tassadane Haddada | Rouached          | Oued Endja  |
| Ferdjioua         | Yahia Beni Guecha | Tiberguent  |

### Relief et hydrographie
La ville de Rouached se situe à 550 mètres d'altitude. Les trois points culminants des montagnes sont : Boucharef, Ouakissène et Benflak, qui s'élèvent, respectivement, à des hauteurs de 1150, 1045 et 783 mètres ; elle est implantée à la base du versant sud de cette dernière.

### Localités de la commune
Le Chef-lieu de la commune est la ville de Rouached, elle compte aussi quatre agglomérations secondaires, Sidi zerrouk, Aioun Tfalat, Kezioua et El Fedj.
Hameaux : Lemdaoudia, Rahbat, Soual, Medjdoub, Medoudia Besbès, Mechta Kara, Boualouane, Zenka, Balamène, Ouled Alioua, Lek'dadra, Star Aissa, Guerguaba, Oum Hank, Kef Ayad, Kaa El Kef, Btam.

## Toponymie
Le nom de Rouached viendrait du savant Abdelkader El Rachidi, juge et mufti de Constantine ayant vécu au XVIIe siècle.

## Histoire
Le village colonial de Rouached a été créé le 14 mars 1881 et a été fondée sur "le principe de la concession gratuite des terres ". Il comprenait à cette date 60 familles pour un territoire de 3 442 hectares pour les colonisateurs et dépendait de la commune mixte de Fedj-M'Zala, de l'arrondissement de Mila, de la wilaya de Jijel et du département de Constantine.
Rouached devient une commune de plein exercice en 1958 avec le rattachement du Douar de Mouzlia, le nombre d'habitants était de 6 506 dont 75 non musulmans. En 1984, la commune a été élevée au rang de daïra et rattachée à la wilaya de Mila.

## Démographie
Selon le recensement général de la population et de l'habitat de 2008, la population de la commune de Rouached est évaluée à 27 086 habitants contre 2 196 en 1977 :
| 1884  | 1892  | 1897  | 1902  | 1928  | 1958  | 1977  | 1987   | 1998   |
| ----- | ----- | ----- | ----- | ----- | ----- | ----- | ------ | ------ |
| 2 215 | 3 659 | 3 424 | 3 553 | 4 037 | 6 506 | 2 196 | 12 278 | 25 399 |

| 2008   | - | - | - | - | - | - | - | - |
| ------ | - | - | - | - | - | - | - | - |
| 27 086 | - | - | - | - | - | - | - | - |

Population des différentes agglomération en 1998 : Rouached, 12622 hab. ; Sidi Zerrouk, 1466 hab. ; Aioun Tfalat, 1437 hab., Kezioua, 1078 hab. ; El Feidj, 978 hab. ; Lounakel, 917 hab.

## Personnalités liées à la commune
- Mahieddine Amimour, écrivain et ancien ministre de la culture (Gouvernement Benflis 1) y est né.